# Cândido Rondon
Cândido Mariano da Silva Rondon, plus connu sous le nom de maréchal Rondon, (Santo Antônio do Leverger, le 5 mai 1865 - Rio de Janeiro, le 19 janvier 1958) était un ingénieur militaire et explorateur (« sertanista ») du Brésil. Il est principalement connu pour son exploration du Mato Grosso et de l'Amazonie occidentale. Il a été le premier directeur du Service brésilien de protection de l'Indien, aujourd'hui Fondation nationale de l'Indien (FUNAI) et a travaillé pour la création du Parc national du Xingu. Il fut nommé maréchal, qui est le plus haut grade militaire au Brésil. L'État de Rondônia est nommé en son honneur.

## Premières étapes de sa vie
Cândido Rondon naît à Mimoso, un quartier de la municipalité de Santo Antônio do Leverger, situé dans l'État brésilien du Mato Grosso. Son père était d'origine portugaise et sa mère était originaire de l'ethnie bororo. Il devient orphelin très jeune et est élevé par son grand-père, puis par un oncle.

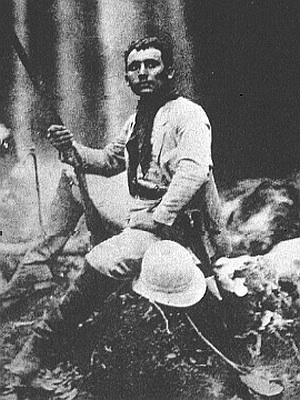
Cândido Rondon jeune (avant 1891).

En 1881, il entre dans une école militaire à Rio de Janeiro et suit les différentes études de l’École de la guerre du Brésil. En tant qu'étudiant, il participe à des mouvements abolitionnistes et républicains.

## Carrière d'ingénieur militaire
En 1890, il est nommé ingénieur militaire pour la commission télégraphique et participe à la construction de la première ligne télégraphique qui traverse le Mato Grosso. Cette ligne a finalement été achevée en 1895. Par la suite, Rondon commence la construction d'une route de Rio de Janeiro (alors capitale du Brésil) à Cuiabá, capitale du Mato Grosso. C'est au cours de cette période de sa vie qu'il épouse sa femme, Chiquinha Xavier, avec qui il a eu sept enfants.
Entre 1900 et 1906, il dirige la construction de la ligne télégraphique entre Cuiabá et Corumbá, près des frontières avec la Bolivie et le Paraguay. Pendant ce temps, il est en contact avec la tribu guerrière des Bororo du Brésil occidental. Il réussit si bien à la pacification des Bororo, que c'est avec leur aide qu'il complète la ligne télégraphique. Tout au long de sa vie, Rondon crée plus de 4 000 miles de ligne télégraphique à travers les jungles du Brésil.

## Explorations
En raison de l'efficacité de Rondon dans la construction de lignes télégraphiques, il se voit confier en 1907 la tâche de prolonger la ligne télégraphique du Mato Grosso à l'Amazonie. Lors de la construction de cette ligne qui dure huit ans, il découvre le rio Juruena, un important affluent du rio Tapajós, dans le nord du Mato Grosso. Il découvre aussi la tribu nambikwara, qui jusqu'ici avait tué tous les Occidentaux qui avaient essayé d'entrer en contact avec elle.
En mai 1909, Rondon commence une expédition plus vaste qui part du village Tapirapuã, au nord du Mato Grosso, en direction du rio Madeira, le plus grand affluent de l'Amazone, vers le nord-ouest. En août, l'expédition a épuisé toutes ses réserves et les hommes doivent survivre avec le produit de leur chasse et de leur cueillette dans la jungle. Au moment où l'expédition atteint le rio Jiparaná, elle n'a plus de nourriture. Au cours de cette expédition, Rondon découvre un grand fleuve entre le rio Jiparaná et le rio Juruena, qu'il nomme Rio de la Duda (rivière du Doute). Pour atteindre le rio Madeira, ses hommes construisent des canoës et arrivent au rio Madeira le jour de Noël 1909.
Lorsque Rondon arrive à Rio de Janeiro, il est salué comme un héros, car on pensait que l'expédition n'avait pas survécu. Après l'expédition, il est nommé directeur du Service de protection de l'Indien (Serviço de Proteção ao Índio), aujourd'hui Fondation nationale de l'Indien (FUNAI).

## Expédition avec Roosevelt
En janvier 1914 commence avec Theodore Roosevelt l'expédition scientifique Roosevelt-Rondon, dont l'objectif est d'explorer la rivière du Doute. L'expédition commence à Tapiripuã et atteint la rivière le 27 février 1914. L'expédition souffre beaucoup avant d'atteindre fin avril la source du fleuve. Pendant l'expédition, la rivière est rebaptisée Rio Roosevelt. Roosevelt publie à son retour le récit de l'expédition : Through the Brazilian Wilderness.

## Dernières années
Depuis 1919, Rondon travaille sur la cartographie du Mato Grosso. Pendant ce temps, il découvre certains cours d'eau, et prend contact avec certaines tribus indiennes. Cette même année, il est nommé chef du corps des ingénieurs au Brésil et est affecté au poste de chef de la Commission télégraphique.
Entre 1924 et 1925, l'armée mène une rébellion contre l'État de São Paulo. De 1927 à 1930, Rondon est chargé d'étudier les frontières entre le Brésil et les pays voisins. Ce travail prend fin lors de la Révolution de 1930, quand il est affecté au service de protection de l'Indien. Dans la période entre 1934 et 1938, il est affecté à une mission diplomatique de médiation dans la guerre entre la Colombie et le Pérou. En 1939, il reprend la direction du service de protection de l'Indien et étend ses services à de nouveaux territoires du Brésil. En 1952, Rondon fonde le premier parc national au Brésil, situé près du rio Xingu, créé pour protéger les indigènes de la région. Il décède le 19 janvier 1958 à Rio de Janeiro, à l'âge de 92 ans.